# Günther W. Gellermann
Günther Walter Gellermann (* 17. Juli 1930 in Bremen; † 25. Dezember 2002 in Koblenz) war ein deutscher Beamter und Historiker.

## Leben
Gellermann absolvierte zunächst eine Lehre zum Maurer und arbeitete mehrere Jahre in diesem Bereich. Er legte erfolgreich eine Begabtenprüfung ab und studierte von 1953 bis 1960 Politische Wissenschaften an der Hochschule für Politik München (Diplom 1957) und Geschichte und Geographie an der Freien Universität Berlin. 1960 machte er das Erste Staatsexamen für das Lehramt an Gymnasien. Danach absolvierte er das Referendariat und legte 1962 das Assessorexamen ab.
Sodann war er im Schuldienst tätig. 1964 wurde er Studienrat. Von 1965 bis 1971 war er Bezirksstadtrat für Volksbildung im Bezirk Schöneberg. 1971 wechselte er von der SPD zur CDU.
1981 wurde er bei Andreas Hillgruber an der Philosophischen Fakultät der Universität zu Köln mit der Dissertation Die Armee Wenck. Aufstellung, Einsatz und Ende der 12. deutschen Armee 1945 zum Dr. phil. promoviert.

## Schriften (Auswahl)
- Die Armee Wenck – Hitlers letzte Hoffnung. Aufstellung, Einsatz und Ende der 12. deutschen Armee im Frühjahr 1945. Bernard und Graefe, Koblenz 1984, ISBN 3-7637-5438-5.
- Der Krieg, der nicht stattfand. Möglichkeiten, Überlegungen und Entscheidungen der deutschen obersten Führung zur Verwendung chemischer Kampfstoffe im 2. Weltkrieg. Bernard und Graefe, Koblenz 1986, ISBN 3-7637-5804-6.
- Moskau ruft Heeresgruppe Mitte … was nicht im Wehrmachtbericht stand – die Einsätze des geheimen Kampfgeschwaders 200 im Zweiten Weltkrieg. Bernard und Graefe, Koblenz 1988, ISBN 3-7637-5851-8.
- …und lauschten für Hitler. Geheime Reichssache. Die Abhörzentralen des Dritten Reiches. Bernard und Graefe, Bonn 1991, ISBN 3-7637-5899-2.
- Geheime Wege zum Frieden mit England. Ausgewählte Initiativen zur Beendigung des Krieges 1940/42. Bernard und Graefe, Koblenz 1995, ISBN 3-7637-5947-6.
- Der andere Auftrag. Agenteneinsätze deutscher U-Boote im Zweiten Weltkrieg. Bernard und Graefe, Koblenz 1997, ISBN 3-7637-5971-9.
- Tief im Hinterland des Gegners. … ausgewählte Unternehmen deutscher Geheimdienste im Zweiten Weltkrieg. Bernard und Graefe, Koblenz 1999, ISBN 3-7637-5998-0.
- Geheime Reichssache – geheime Kommandosache. Rätselhafte Fälle aus der Zeit des Zweiten Weltkrieges. Mittler, Hamburg u. a. 2002, ISBN 3-8132-0784-6.